# Selenazool (stofklasse)
De selenazolen vormen een klasse van heterocyclische organische verbindingen, die onderdeel uitmaken van de azolen. Als heterocyclische elementen zijn stikstof en seleen aanwezig in de ringstructuur.
Selenazolen kunnen worden opgevat als seleenanaloga van oxazolen en thiazolen.

## Stamverbindingen
De twee stamverbindingen zijn selenazool (1,3-selenazool) en isoselenazool (1,2-selenazool). Beide structuren verschillen in de relatieve positie van seleen en stikstof in de ring.
|                |                |
| 1,3-selenazool | 1,2-selenazool |

## Synthese
1,3-selenazool wordt bereid naar analogie met de Hantzsch-thiazoolsynthese. In plaats van de aldaar gebruikte thioamiden worden seleencarbonzuuramiden met α-gehalogeneerde carbonylverbindingen in reactie gebracht.